# Defenders of Wildlife
Defenders of Wildlife (pol. Obrońcy dzikiej natury) – organizacja non-profit, działająca na podstawie art. 501(c)(3) z siedzibą w Stanach Zjednoczonych. Działa na rzecz ochrony wszystkich rodzimych zwierząt i roślin w całej Ameryce Północnej w ich naturalnych środowiskach.

## Początki
Defenders of Wildlife została założona w 1947 roku w Stanach Zjednoczonych przez grupę pasjonatów przyrody, w tym naukowców, obrońców środowiska i miłośników przyrody. Głównym celem było zabezpieczenie ochrony dzikiej przyrody, w tym walka o ochronę zagrożonych gatunków i ich siedlisk.

## Historia
W latach 1948-1976 Dorothy Burney Richards pełniła funkcję dyrektora organizacji Defenders of Wildlife. Funkcję dyrektora honorowego pełniła od 1976 r. do śmierci w 1985 r.
Organizacja złożyła pozew przeciwko rządowi federalnemu, twierdząc, że ustawa o gatunkach zagrożonych wyginięciem nie ma zastosowania do projektów rządowych poza Stanami Zjednoczonymi. W orzeczeniu z 1992 r., które zmieniło kwalifikacje w sądach amerykańskich, Sąd Najwyższy USA orzekł w sprawie Lujan v. Obrońcy dzikiej przyrody.
Defenders of Wildlife została uznana za jedną z najlepszych organizacji charytatywnych zajmujących się dziką przyrodą w 2006 roku przez magazyn Reader's Digest.
W 2009 roku organizacja Defenders of Wildlife ogłosiła nową kampanię medialną o nazwie "Eye on Palin". Kampania koncentrowała się na tym, co grupa nazwała "ekstremalną polityką antyochronną" gubernator Alaski Sarah Palin, w szczególności na jej poparciu dla polowań na wilki z powietrza. W odpowiedzi gubernator Palin wydała oświadczenie, w którym nazwała Defenders of Wildlife "ekstremalną grupą marginalną" broniącą jej "programu kontroli drapieżników". Zaatakowała grupę non-profit za rzekome "przekręcanie prawdy w celu zebrania funduszy od niewinnych i przyciśniętych do muru Amerykanów".
W październiku 2021 roku Defenders of Wildlife rozpoczęło współpracę z Litton Entertainment w celu wyprodukowania północnoamerykańskiego zoologicznego serialu telewizyjnego Jeffa Corwina Wildlife Nation z Jeffem Corwinem w ramach programu ABC Litton's Weekend Adventure.

## Wizja ochrony przyrody
1. Ochrona gatunków:  dąży do zapewnienia długoterminowej ochrony dla różnorodnych gatunków zwierząt i roślin, zarówno tych zagrożonych, jak i tych, które odgrywają istotną rolę w ekosystemach. Poprzez działania na rzecz ochrony siedlisk, redukcji zagrożeń oraz wspierania programów reintrodukcji i odbudowy populacji, organizacja stara się zapewnić przetrwanie wielu gatunków na przyszłe pokolenia[4].
2. Zachowanie siedlisk: uznaje istotną rolę zachowania różnorodnych siedlisk naturalnych dla ochrony dzikiej przyrody. Działania na rzecz ochrony lasów, terenów podmokłych, obszarów leśnych, siedlisk wodnych i innych ekosystemów są kluczowe dla zapewnienia przetrwania wielu gatunków i utrzymania równowagi ekologicznej[5].
3. Bezpieczne i dobrze rozwijające się: Pracujemy nad dniem, w którym zagrożone gatunki północnoamerykańskie osiągną punktu, w którym będą bezpieczne – nie będą już zagrożone gwałtownym spadkiem w liczebności lub wyginięciem – i będą się rozwijać w silnych, dobrze rozmieszczonych populacjach.
4. Edukacja i świadomość społeczna: uznaje znaczenie edukacji i budowania świadomości społecznej na temat ochrony przyrody. Poprzez kampanie edukacyjne, działania informacyjne i programy społecznościowe organizacja stara się zaangażować społeczeństwo w działania na rzecz ochrony dzikiej przyrody i promować zrównoważony styl życia[6].
5. Współpraca i partnerstwa:  zdaje sobie sprawę, że ochrona przyrody wymaga współpracy na wielu poziomach. Współpracuje zarówno z innymi organizacjami pozarządowymi, jak i z rządami, instytucjami naukowymi, biznesem i lokalnymi społecznościami, aby osiągnąć wspólne cele ochrony dzikiej przyrody.

## Cel
Podejście obrońców jest bezpośrednie i proste – chronią i przywracają zagrożone gatunki w całej Ameryce Północnej poprzez przekształcanie polityk i instytucji oraz promowanie innowacyjnych rozwiązań. Oparte na wiedzy naukowej, prawnej i politycznej, praktycznym doświadczeniu w zarządzaniu dziką przyrodą i skutecznym rzecznictwie.
Główną misją organizacji jest ochrona dzikiej przyrody i zachowanie różnorodności biologicznej poprzez skuteczne działania na rzecz ochrony gatunków i siedlisk.

## Nagrody
W 2019 roku organizacja Defenders of Wildlife otrzymała Nagrodę Prezydenta za Doskonałość Środowiskową, która jest najwyższym wyróżnieniem, jakie Amerykańska Agencja Ochrony Środowiska przyznaje organizacjom non-profit. Nagroda ta jest wyrazem uznania dla wybitnego wkładu Defenders of Wildlife w ochronę środowiska.
Defenders of Wildlife konsekwentnie otrzymuje 4 gwiazdki od Charity Navigator, która jest jedną z najbardziej szanowanych organizacji charytatywnych w Stanach Zjednoczonych. Ta ocena wskazuje, że Defenders of Wildlife jest bardzo wydajną i skuteczną organizacją, która wywiera realny wpływ na sprawy, które wspiera
Defenders of Wildlife jest również uczestnikiem programu GuideStar na poziomie Platinum, który jest najwyższym poziomem uznania, jakie GuideStar przyznaje organizacjom non-profit.